# نيموتوزوماب
نيموتوزوماب هو جسم مضاد وحيد النسيلة مأنسن يستخدم في علاج عدد من الأورام مثل سرطانة الخلايا الحرشفية في الرأس والعنق والورم الدبقي والورم الدبقي الجسري الحقيقي والورم الأرومي الدبقي وورم الخلايا النجمية فاقدة التمايز.

## إنتاجه
تنتجه عدة دول وتحت أسماء تجارية مختلفة:
| الدولة        | المنتج                                                                           | الاسم التجاري |
| ------------- | -------------------------------------------------------------------------------- | ------------- |
| الهند         | بيكون (Biocon)                                                                   | BIOMAb EGFR   |
| كندا          | CIMYM Biosciences                                                                | TheraCIM      |
| أوروبا        | Oncoscience                                                                      | Theraloc      |
| كوبا (هافانا) | مركز المناعة الجزيئية [الإنجليزية] (بالإنجليزية: Center of Molecular Immunology)‏ | CIMAher       |